# FAITH (Ms.OOJAのアルバム)
『Faith』（フェイス）は、Ms.OOJAのメジャー4枚目のオリジナルアルバム。2013年6月12日、Universal Sigmaから発売された。

## 概要
Ms.OOJAにとって4枚目となるオリジナルアルバム。
「30」は8thシングル曲。俳優平岡祐太主演による「女性にとってキュンキュンして癒やされる」をコンセプトとした作品が制作された。ファンから募集した「女性が男性にキュンキュンするポイント」の中から30個をセレクトし、その光景を映像に織り込んだ。このミュージックビデオはMs.OOJA自らが助監督デビューし、演出に自ら携わりながら制作された。
「Answer」は9thシングル曲。作曲はEXILEやJUJUなどの楽曲を手掛けたこともあるJin Nakamura。ミュージックビデオには俳優の中尾明慶が出演し、かつて女性にモテるサラリーマンだった男が引きこもりのダメ男になってボロボロになった姿を演じた。制作にあたっては女性リスナーから「私の周りの愛すべきダメ男」についてのエピソードを募集し、その中からいくつかのエピソードがミュージックビデオに織り込まれた。楽曲はTBS系列「ひるおび!」2013年5月度エンディングテーマに使用された。
「Shiny Sky」はメ～テレ朝の情報番組「ドデスカ!」の番組テーマソングに使用された。また楽曲は2013年の札幌大学CMソングにも起用され、学内報にてインタビュー記事が掲載された。
「Jus' Tonight」はPushimとのコラボレーション曲。2012年8月開催の音楽イベント「音霊」で共演したPushimと意気投合し、今回のコレボレーションに至った。4thアルバム「Color」収録曲「Orange」でもPushimが作詞を行っている。
「Love's Here」は前年の「My Way」に引き続き、全国専門学校広報研究会CMソングに起用された。
アルバムリリースにあたって、お好み焼き宅配デリバリー店「お好み9」とのミュージックビデオコラボレーションが行われた。アルバム収録曲のintroを除く12曲について「お好み9」のイケメンデリバリースタッフ12人が出演する1分半のミュージックビデオが制作された。12本のミュージックビデオはYoutubeでの再生回数による人気投票総選挙が実施され、1位となった「30」は楽曲フルサイズでのミュージックビデオが公開された。この総選挙の様子はミュージックビデオ出演者の1人によって「笑っていいとも」でも紹介された。

## 収録曲
| #         | タイトル                      | 作詞      | 作曲                                  | 時間  |
| --------- | ----------------------------- | --------- | ------------------------------------- | ----- |
| 1.        | 「Intro」                     |           | Tazz                                  | 0:22  |
| 2.        | 「Where Is My Place」         | Ms.OOJA   | Ms.OOJA/Tazz                          | 5:18  |
| 3.        | 「30」                        | Ms.OOJA   | Soundbreakers                         | 5:18  |
| 4.        | 「Answer」                    | Ms.OOJA   | Jin Nakamura                          | 5:13  |
| 5.        | 「Shiny Sky」                 | Ms.OOJA   | Ms.OOJA/Ryosuke"Dr.R"Sakai            | 4:31  |
| 6.        | 「Jus' Tonight feat. Pushim」 | Pushim    | Pushim/森俊也                         | 4:31  |
| 7.        | 「優しい雨」                  | Ms.OOJA   | Ryosuke"Dr.R"Sakai                    | 4:34  |
| 8.        | 「Goodbye」                   | Ms.OOJA   | Ms.OOJA/Tazz                          | 4:19  |
| 9.        | 「Love's Here」               | Ms.OOJA   | Ms.OOJA/Tazz                          | 3:25  |
| 10.       | 「Movin'」                    | Ms.OOJA   | BU-NI                                 | 4:41  |
| 11.       | 「You & I」                   | Ms.OOJA   | Ms.OOJA/Mitomi Tokoto/Shunsuke Yasaki | 5:34  |
| 12.       | 「July」                      | Ms.OOJA   | Ichi/Drew Lawrence/Kyle Vanes         | 4:08  |
| 13.       | 「I Will」                    | Ms.OOJA   | Ryosuke"Dr.R"Sakai                    | 6:17  |
| 合計時間: | 合計時間:                     | 合計時間: | 合計時間:                             | 58:43 |

## ミュージックビデオ
| 曲名              | ミュージックビデオ                                                    |
| ----------------- | --------------------------------------------------------------------- |
| Where Is My Place | Ms.OOJA 「Where Is My Place」(主演:お好み9/長澤眞) - YouTube          |
| 30                | Ms.OOJA 「30」(歌詞入りver.) - YouTube                                |
| 30                | Ms.OOJA 「30」 - YouTube                                              |
| 30                | Ms.OOJA 「30」(1/2) - YouTube                                         |
| 30                | Ms.OOJA 「30」(2/2) - YouTube                                         |
| 30                | Ms.OOJA 「30」(主演:お好み9/イサムちゃん)フルver. - YouTube           |
| Answer            | Ms.OOJA 「Answer」(1/2) - YouTube                                     |
| Answer            | Ms.OOJA 「Answer」(2/2) - YouTube                                     |
| Answer            | Ms.OOJA 「Answer」(主演:お好み9/神野健洋) - YouTube                   |
| Shiny Sky         | Ms.OOJA 「Shiny Sky」(主演:お好み9/カズヤ) - YouTube                  |
| Jus' Tonight      | Ms.OOJA 「Jus' Tonight feat. Pushm」(主演:お好み9/佐藤大紀) - YouTube |
| 優しい雨          | Ms.OOJA 「優しい雨」(主演:お好み9/シュンスケ) - YouTube               |
| Goodbye           | Ms.OOJA 「Goodbye」(主演:お好み9/松本雄司) - YouTube                  |
| Love's Here       | Ms.OOJA 「Love's Here」(主演:お好み9/松本崚祐) - YouTube              |
| Movin'            | Ms.OOJA 「Movin'」(主演:お好み9/天野翔太) - YouTube                   |
| You & I           | Ms.OOJA 「You & I」(主演:お好み9/ショウ) - YouTube                    |
| July              | Ms.OOJA 「July」(主演:お好み9/川崎貴成) - YouTube                     |
| I Will            | Ms.OOJA 「I Will」(主演:お好み9/カズ) - YouTube                       |

## タイアップ
| 曲名        | タイアップ                                   |
| ----------- | -------------------------------------------- |
| 30          | テレビ東京「DANCE@TV」エンディングテーマ     |
| 30          | UHB「U型テレビ」2013年3月エンディングテーマ  |
| Answer      | TBSテレビ系「ひるおび!」エンディング・テーマ |
| Love's Here | 全国専門学校広報研究会CMソング(2013年)       |
| Shiny Sky   | メ～テレ「ドデスカ!」番組テーマソング        |
| Shiny Sky   | 札幌大学CMソング                             |

## チャート
| チャート(2012)                  | 最高位 |
| ------------------------------- | ------ |
| Oricon 週間CDアルバムランキング | 16     |